# Wergo
WERGO ist ein 1962 von dem Kunsthistoriker Werner Goldschmidt und dem Musikwissenschaftler Helmut Kirchmeyer gegründetes, deutsches Schallplattenlabel, das sich auf Neue Musik spezialisierte.
1970 wurde WERGO von dem Musikverlag Schott übernommen. Seitdem wurden über 500 Produktionen veröffentlicht.
Seit 1986 gibt WERGO in Zusammenarbeit mit dem Deutschen Musikrat die Reihe Edition Zeitgenössische Musik heraus, die die Werke junger deutscher Komponisten vorstellt.
Des Weiteren arbeitet WERGO mit dem Studio Akustische Kunst des WDR in Köln (WERGO-Reihe: Ars Acustica) sowie dem Zentrum für Kunst- und Medientechnologie Karlsruhe (WERGO-Reihe: Edition ZKM) zusammen. Zusammen mit dem Berliner Haus der Kulturen der Welt und der Abteilung Musik des Ethnologischen Museums in Berlin engagiert sich WERGO im Bereich Weltmusik.
In der Reihe Digital Music Digital werden Veröffentlichungen mit Computermusik herausgegeben.
In der Reihe Natural Sounds hat der Biologe Walter Tilgner – beginnend mit Waldkonzert (1985) – eine Reihe von CDs mit sogenannten Naturhörbildern in Kunstkopf-Stereofonie veröffentlicht.